# عديمات اللسان
عديمات اللسان أو أجلوساتا (الاسم العلمي Aglossata)، جنس بدائي من حرشفيات الأجنحة،
من فصيلة أجاثيفاجدي Agathiphagidae، وتنفرد بوجود خاصية اللحى 
في طور اليافع وعدم تحور الشفة السفلى إلى خرطوم ماص، اليرقة قد تدخل طور سكون يمتد حتى 
أثنى عشر عاما استعدادا لانتشار (حول المحيط الهادي).

## الروابط الخارجية
- Agathiphagidae مشروع شجرة الحياة على الإنترنت
- "Agathiphaga queenslandensis Dumbleton, 1952". Australian Moths Online. هيئة البحوث الأسترالية Entomology. مؤرشف من الأصل في 2006-09-03.